# 盖勒哈特
盖勒哈特（羅馬化：Qalhāt）是阿曼东南省苏尔州的一个村镇，亦作卡尔哈特、溝爾漢。其村落位于希勒姆干河（阿拉伯语：وادي حلم）西北侧；古城遗址位于希勒姆干河东南侧。

## 名称
南宋《诸蕃志》谓之伽力吉。元代《不阿里神道碑铭》谓之哈剌哈底（不阿里祖籍在盖勒哈特）。大德《南海志》谓之加剌都，《广舆图》谓之加剌秃，对应马可·波罗所述的。明代《郑和航海图》谓之加剌哈。

## 历史
盖勒哈特历史悠久，11世纪就成为波斯湾地区重要城市。13世纪，在忽里模子埃米尔马哈茂德（Maḥmūd al-Qalhātī）的统治下，盖勒哈特进入繁盛时期。马哈茂德死后，继任王子努斯拉特（Sayf al-Dīn Nuṣrat）被其兄弟马苏德（Masʿūd）刺杀。效忠于马哈茂德与努斯拉特父子的土耳其马木鲁克巴哈丁·阿亚兹（Bahāʾ al-Dīn Ayāz）时任盖勒哈特首领；他为了给努斯拉特王子报仇，推翻了马苏德的统治，成为忽里模子的新埃米尔。登基后，阿亚兹常来回于忽里模子和盖勒哈特两城之间；当他不在盖勒哈特时，其王妃比比玛丽亚姆（Bībī Maryam）负责掌管盖勒哈特。从此，盖勒哈特成为忽里模子的陪都以及印度洋地区的重要港口。从13世纪到15世纪，马可·波罗、伊本·白图泰和郑和先后到访盖勒哈特。15世纪，盖勒哈特的港口地位逐渐被马斯喀特取代。15世纪后期，忽里模子和盖勒哈特经历了地震。趁着当地人灾后重建，葡萄牙人于1508年攻占盖勒哈特，将其洗劫一空并烧毁殆尽。至16世纪末，盖勒哈特古城几乎完全成为废墟。如今唯一稍微完整的建筑是比比玛丽亚姆陵墓。

## 世界文化遗产
2018年，盖勒哈特古城被收入联合国教科文组织世界文化遗产名录。